# Gåte
A Gåte egy norvég folk-rock együttes. Ők képviselték Norvégiát a 2024-es Eurovíziós Dalfesztiválon Malmőben az Ulveham című dalukkal.

## Történet
A zenekar 2000-ben adta ki első EP-jét, a Gåte EP-t, mellyel gyorsan népszerűvé váltak. 2002-ben jelent meg a második EP, az előzővel megegyező a címmel. Ugyanebben az évben megjelent első albumuk, a Jygri, mely áttörésnek bizonyult Norvégiában és külföldön is, különösen Skandináviában és Németországban. A médiában nagy figyelmet kaptak, különösen Gunnhild Sundli sajátos hangja keltette fel a zenei újságírók érdeklődését, akik azonnal azt kezdték el találgatni, hogy hamarosan szólókarrierre vált-e. Egy másik EP, a Statt opp (Maggeduliadei) 2003-as megjelenése és a második albumuk, az Iselilja 2004-es megjelenése után az együttes bejelentette, hogy szünetet tartanak. Szeptember 6-án kiadtak egy sajtóközleményt, melyben az egyik vezető okként azt emelték ki, hogy Gunnhild más elfoglaltságaira akar időt fordítani. Ennek ellenére a Warner Music Norway 2006-ban kiadott egy élő albumot Liva címmel, amelyet az előző évben a Rockefeller Music Hallban vettek fel, valamint szerepelt rajta bónuszként a 2003-as Roskilde Fesztiválon tartott koncertjük is. A Gåte 2017-ben tért vissza az Attersyn EP-vel, majd a Svevn című albumot adták ki 2018-ban.
Pályafutásuk első felében rengeteget turnéztak és játszottak szinte minden norvég zenei fesztiválon, valamint a dániai Roskilde Festivalon. A zenekar 2009-ben újra összeállt egy koncert erejéig, de aztán úgy döntöttek, hogy ezt követi egy miniturné Norvégiában, amely öt koncertből állt 2010-ben. Az ötödik koncertet az Oslói Operaház tetején tartották, és a zenekar kijelentette, hogy ez a végső búcsújuk. Végül 2018-ban ismét turnézni indultak Norvégiában.
2023 augusztusában a Gåte bejelentette, hogy Sveinung ideiglenesen elhagyja a zenekart, és nem vesz részt a közelgő turnén sem.2024-ben részt vettek az Eurovíziós Dalfesztivál norvég válogatóműsorában, a Melodi Grand Prix-n. Ulveham című versenydalukkal megnyerték a február 3-án rendezett döntőt, ahol a nemzetközi zsűri, valamint közönség pontjai alakították ki a végeredményt, így ők képviselhették hazájukat az Eurovíziós Dalfesztiválon. A verseny május 9-én rendezett második elődöntőjéből tizedik helyezettként jutottak tovább a döntőbe, ahol a huszonötödik, utolsó helyen végeztek.

## Tagok

### Gunnhild Sundli
Gunnhlid Sundli 1985. július 2-án született, 1999 óta van az együttesben. Orkdalban született és nőtt fel, jelenleg Trondheimben él.
9 éves kora óta énekel, azóta a klasszikus és a jazz műfajban is énekelt.
2007 óta tagja a Trøndelag színház (Trøndelag Teater) társulatának.

### Sveinung Sundli
Sveinung 1979. július 21-én született, és ő Gunnhild bátyja. Korán kezdett hegedülni, és tanult zenét a középiskolában. Sveinung rábeszélte Gunnhildot, hogy lépjen fel közönség előtt, és ő volt az, aki alapította a Gåte-t. Megtanult Thomas Henriksentől szintetizátoron játszani. A Gåte-ben szintetizátoron, akusztikus hegedűn és elektromos Zeta hegedűn játszik. Ő írta a Gåte néhány dalát: két polst, a "Storås"-t és az "Ola I"-t, és ő írt zenét Astrid Krogh Halse néhány versére: a "Fredlysning"re, "Du som er ung"-ra és a "Sjåaren"-re.

### Gjermund Landrø
Gjermund 1980. február 9-én született. Főként basszusgitározik az együttesben, de néha háttérvokálozik is.

### Magnus Robot Børmark
1982. november 26-án született. Gitározni és zongorázni a bátyjától tanult. Játszott rockbandákban, mint például a Torch, mielőtt még 2000 decemberében csatlakozott a Gåte-hoz.

### Kenneth Kapstad
Kenneth 2004-ben csatlakozott a zenekarhoz. 1979. április 20-án született Løkken-ben, de jelenleg Trondheimben él. Mielőtt az együtteshez csatlakozott volna, játszott a Dadafon, a Cucumber és a Soundtank zenekarokban.

## Diszkográfia

### Albumok
- Jygri (2002)
- Iselilja (2004)
- Liva (live) (2006)

### EP-k, kislemezek
- Gåte EP (2000)
- Gåte EP (2002)
- Statt opp (Maggeduliadei) (EP) (2003)
- Sjå attende (single) (2004)